# Tereza Kesovija
Tereza Ana Kesovija, hrvaška pevka, * 3. oktober 1938, Dubrovnik (Hrvaška)
Tereza Kesovija je začela z glasbenim izobraževanjem v rodnem Dubrovniku. Kot maturantka srednje glasbene šole je leta 1958 zmagala na tekmovanju mladih glasbenikov v Ljubljani. Nato je študirala glasbo na Glasbeni akademiji v Zagrebu ter ob tem nastopala v Simfoničnem orkestru Radia Zagreb. Diplomirala je iz igranja na flavto ter začela v tistem času nastopati tudi kot pevka. Leta 1962 je zmagala na mednarodnem glasbenem festivalu v italijanskem Saint Vincentu. Kasneje je v svoji karieri zmagala na številnih jugoslovanskih festivalih ter nastopala tudi na tujih festivalih (Rio de Janeiro, Bratislava, Bern ...). Leta 1965 se je preselila v Francijo in začela prepevati pesmi v francoščini. Dvakrat je nastopila tudi na Pesmi Evrovizije; leta 1966 je zastopala Monako in leta 1972 Jugoslavijo. 
Njena diskografija zajema pesmi v devetih jezikih (hrvaščina, slovenščina, francoščina, italijanščina, ruščina, angleščina, portugalščina, nemščina in španščina).

## Diskografija
- La Chanson de Lara (EMI, 1967)
- C´est ma chanson (EMI, 1969)
- Tereza (Jugoton, 1971)
- Tereza & Julio Iglesias Live in Bulgaria (Balkanton, 1973)
- Tereza (PGP RTB, 1974)
- Tereza & Miro Ungar (Amiga, 1974)
- Nježne strune mandoline (Jugoton, 1975)
- Stare ljubavi(Jugoton, 1976)
- Tereza (Jugoton, 1978)
- Što je ostalo od ljubavi (Jugoton, 1978)
- Poljubi me (Jugoton, 1979)
- Moja splitska ljeta 1 (Jugoton, 1980)
- Sanjam(PGP RTB, 1981)
- Tereza (Jugoton, 1981)
- Sinoć, kad sklopih oči (ZKP RTLJ, 1982)
- Ja sam pjesma (PGP RTB, 1982)
- Prijatelji stari gdje ste (Jugoton, 1982)
- Na kušinu (PGP RTB, 1983)
- Spomenar (PGP RTB, 1983)
- Ponovni susret (PGP RTB, 1984)
- Koncert v Cankarjevem domu (RTVLj, 1984)
- Pronađi put (Jugoton, 1985)
- Bokelji i Tereza (PGP RTB, 1985)
- Molim te, ostani (Jugoton, 1986)
- Moja posljednja i prva ljubavi (Jugoton, 1987)
- Moja splitska ljeta 2 (Jugoton, 1988)
- Live `a l'Olympia (Jugoton, 1988)
- Nezaboravne melodije (Orfej RTZ, 1989)
- Ljubav je moj grijeh (Croatia Records, 1990)
- To sam ja (Tutico/Croatia Records, 1995)
- Gold Mix Tereza (Melody, 1995)
- Kad jednog dana prisjetim se svega (Croatia Records, 1997)
- Gdje ima srca tu sam i ja (Croatia Records, 1999)
- Samo malo intime (Croatia Records, 1999)
- Spomenar (kompilacija) (Taped Pictures, 2000)
- Ja sam pjesma (kompilacija) (Taped Pictures, 2001)
- Kronologija (Perfect Music/Croatia Records, 2002)
- S druge strane sna (live with Michel Legrand) (Croatia Records, 2003)
- Mojih 45 skalina (Croatia Records, 2005)
- Platinum collection (Croatia Records, 2007)
- Zaustavi vrijeme (Dallas Records, 2007)

## Jugovizija
- 1987: Ko mi je kriv - 3. mesto